# 오스트리아계 미국인
오스트리아계 미국인(영어: Austrian Americans, 독일어: Österreichamerikaner)은 오스트리아 출신 혹은 오스트리아인 혈통을 지닌 미국인이다. 주로 독일어를 사용하는 가톨릭 신자와 유대인이 대부분이다. 2000년 미국 인구 조사에 따르면 오스트리아계 또는 부분계 미국인은 735,128명으로 전체 인구의 0.3%를 차지했다. 오스트리아계 미국인 인구가 가장 많은 주는 뉴욕주 (93,083명), 캘리포니아주 (84,959명), 펜실베이니아주 (58,002명), 플로리다주 (54,214명), 뉴저지주 (45,154명), 오하이오주 (27,017명)이다.
독일계 미국인, 체코계 미국인, 폴란드계 미국인, 슬로바키아계 미국인, 우크라이나계 미국인 등 중앙유럽 혈통을 가진 다른 미국인들은 제1차 세계 대전 이전 미국 이민자의 주요 원천이자 미국 전역의 대규모 이민자 및 민족 공동체로 동화된 오스트리아-헝가리 제국의 합스부르크 영토, 오스트리아 제국 또는 시스라이타니아에서 그 뿌리를 찾을 수 있기 때문에 이는 과소 집계일 수 있다.

## 역사

### 제2차 세계 대전 및 전후 이주
1930년대 후반, 점점 더 많은 오스트리아인이 미국으로 이주했으며, 이들 대부분은 1938년 오스트리아 합병으로 시작된 나치의 박해를 피해 미국으로 이주한 유대인이었다. 1941년 약 29,000명의 유대계 오스트리아인이 미국으로 이민을 떠났다. 이들 대부분은 의사, 변호사, 건축가, 예술가(작곡가, 작가, 무대/영화 감독 등)였다. 제2차 세계 대전이 끝난 후 약 4만 명의 오스트리아인이 미국으로 이민을 떠났다(1945년~1960년).

### 현재
그러나 1960년대 이후 오스트리아 이민은 매우 적었는데, 이는 대부분 오스트리아가 빈곤과 정치적 억압이 부족한 선진국이기 때문이다. 1990년 미국 인구 조사에 따르면 948,558명의 사람들이 오스트리아 출신이라고 밝혔다. 현재 미국에 거주하는 오스트리아에서 태어난 대부분의 이민자들은 자신을 오스트리아 출신이라고 밝히고 있지만, 오스트리아 여론 조사에 따르면 독일 출신이라고 밝힌 비율은 예상보다 높다. 미국 인구조사국에 따르면 2015년 미국에는 오스트리아 출신이라고 밝힌 26,603명의 개인이 살고 있다. 반면, 같은 해에 오스트리아에서 태어난 미국 거주자 중 자신을 독일 혈통이라고 밝힌 사람은 6,200명이었다. 이탈리아 볼차노도에서 미국으로 이주한 이민자 대부분은 자신을 오스트리아 혈통이 아닌 독일 혈통이라고 밝혔다. 미국 인구조사국에 따르면 2015년 이탈리아에서 태어난 미국 거주자 중 오스트리아 혈통이라고 밝힌 사람은 365명이다. 반면 같은 해에 이탈리아에서 태어난 미국 거주자 중 독일 혈통이라고 밝힌 사람은 1040명이었다.

## 흡수
오스트리아-헝가리 제국은 많은 문화와 언어의 용광로였기 때문에 오스트리아 이민자들은 미국 사회에 빠르게 적응했다. 반면에 오스트리아인들은 독일인의 행동에 대해 덜 관용적이고 세계 정치인으로 간주하는 거부감에도 불구하고 독일 이민자들이 미국에서 겪은 것과 동일한 피해와 차별을 겪어왔다. 미국인들은 언어와 두 차례의 세계 대전으로 인해 같은 존재로 간주했다.

## 대표적인 인물
- 아르놀트 쇤베르크
- 척 슈머
- 존 케리
- 칼 라이너
- 에드워드 버네이스
- 아놀드 슈워제네거
- 패트릭 슈워제네거
- 리처드 포스너
- 에리히 볼프강 코른골트
- 코리 클루버